# Ny2 Lyrae
Ny2 Lyrae (ν2 Lyrae, förkortat Ny2 Lyr, ν2 Lyr) som är stjärnans Bayerbeteckning, är en ensam stjärna belägen i den södra delen av stjärnbilden Lyran. Den har en skenbar magnitud på 5,23 och är svagt synlig för blotta ögat. Baserat på parallaxmätning inom Hipparcosuppdraget på ca 14,1 mas, beräknas den befinna sig på ett avstånd av ca 231 ljusår (71 parsek) från solen.

## Egenskaper
Ny2 Lyrae är en blå stjärna i huvudserien av spektralklass A3 V. Den har en massa som är 1,9 gånger större än solens och en radie som är 1,5 gånger större än solens radie. Den utsänder från dess fotosfär 32 gånger mer energi än solen vid en effektiv temperatur på ca 8 900 K. Vid en beräknad ålder på 214 miljoner år roterar den med en prognostiserad rotationshastighet på 128 km/s, vilket ger stjärnan en ekvatorial utbuktning med en radie som är 5% större än polarradien.